# Église Saint-Pierre de Putot-en-Auge
Pour les articles homonymes, voir Église Saint-Pierre.
L'église Saint-Pierre est une église catholique située à Putot-en-Auge, en France.

## Localisation
L'église est située dans le département français du Calvados, dans le petit bourg de Putot-en-Auge.

## Historique
L'édifice est classé au titre des monuments historiques depuis le 2 juillet 1921.